# Regionalflughafen Lea County

i8
i11
i13
Der Lea County Regional Airport (IATA-Code: HOB, ICAO-Code: KHOB), früher Hobbs Municipal Airport ist ein öffentlicher Flughafen, 6 km westlich von Hobbs im Lea County, New Mexico in den Vereinigten Staaten.

## Flughafendaten
Er hat drei Asphaltpisten: eine mit 2255 m Länge und 46 m Breite, eine mit 1829 m Länge und 23 m Breite sowie eine mit 1523 m Länge und 30 m Breite. Die Fläche des Flughafens beträgt 363 ha. Die Seehöhe beträgt 1116 m.

## Geschichte
Der Flughafen wurde in den frühen 1940er Jahren gebaut und hieß ursprünglich Hobbs Municipal Airport. Am 19. November 1945 wurde der Besitz des Flughafens von der Stadt Hobbs auf Lea County übertragen. Die erste Luftpost kam im Mai 1940 über Continental Airlines in Hobbs an  und startete in diesem Jahr Passagierflüge nach Albuquerque, El Paso, Texas; San Antonio und Tulsa, die jeweils mehrere Zwischenstopps auf dem Weg einlegten. Der Dienst wurde mit Lockheed Model 18 Lodestar aufgenommen und später auf Douglas DC-3, Convair CV-240 und Convair CV-340 aufgerüstet. Da Hobbs in den 1950er Jahren ein Knotenpunkt auf den Continental-Strecken von Albuquerque nach San Antonio und von El Paso nach Tulsa war, konnten Passagiere in Hobbs zwischen den beiden Strecken umsteigen.
Im Jahr 1963 wurde Continental Airlines durch Trans-Texas Airways (TTA) ersetzt. In den Jahren 1963–64 wurde von Bison Airlines ein zusätzlicher Service angeboten. TTA begann mit DC-3, stieg aber bald auf Convair 600 um.
Der Name wurde später in Texas International Airlines (TI) geändert und es wurden gelegentlich Nonstop-Flüge nach Dallas, Texas, durchgeführt. 1977/1978 führte die Fluggesellschaft für kurze Zeit Douglas DC-9 bei Hobbs ein, kehrte jedoch wieder zu Convair 600 zurück. Der Dienst von TI endete Anfang 1979 und wurde durch Crown Airlines mit Nonstop-Flügen nach Albuquerque und Air Midwest nach Albuquerque und Lubbock ersetzt. Die Flüge von Crown Airlines endeten etwa ein Jahr später und Air Midwest verlegte die Lubbock-Flüge nach Midland/Odessa, Texas. Mesa Airlines kam Anfang 1984 mit Beechcraft Model 99 nach Albuquerque und Lubbock nach Hobbs, während Air Midwest die Stadt Ende des Jahres verließ. Mesa stellte auf Beechcraft 1900 um und war über 22 Jahre lang die wichtigste Fluggesellschaft in Hobbs, bis sie 2007 durch New Mexico Airlines ersetzt wurde, die 9-sitzige Cessna 208 Caravans nach Albuquerque, El Paso und Midland/Odessa betrieb. Die Stadt wurde 1979 auch kurzzeitig von Permian Airways mit Flügen nach El Paso und Midland/Odessa angeflogen.
Im Jahr 2000/2001 flog Big Sky Airlines zunächst mit Nonstop-Flügen nach Dallas/Ft., später kam ein Stopp in Brownwood, Texas hinzu. New Mexico Airlines verließ Hobbs Anfang 2011 und am 1. Juli 2011 begann der neue Nonstop-Service von Continental Express zum George Bush Intercontinental Airport mit 50-sitzigen Embraer 145-Regionaljets. Continental Airlines fusionierte Anfang 2012 mit United Airlines und änderte die Hobbs-Flüge in United Express. Die als United Express firmierende Vertragsfluggesellschaft wechselte von ExpressJet zu SkyWest Airlines und nahm am 27. Oktober 2019 Flüge nach Denver auf. Alle United Express-Flüge wurden Mitte 2022 von SkyWest Airlines auf CommuteAir umgestellt.

## Flugbetrieb
Im Jahre 2022 wurden 17.843 Passagiere befördert. Im  selben Jahr fanden 15.445 Flugbewegungen statt, davon 6.232 lokale Bewegungen, 6.621 Zwischenlandungen, 2.175 Air-Taxi-Flüge, 1 Frachtflug und 416 militärische Flüge statt. In diesem Jahr waren hier 51 einmotorige und 3 zweimotorige Flugzeuge sowie 2 Jetflugzeuge und 1 Hubschrauber stationiert.